# Sara Tosetto
Sara Tosetto (30 agosto 1994) è una calciatrice italiana, di ruolo difensore o centrocampista.